# Hydrillodes tennenti
Hydrillodes tennenti là một loài bướm đêm trong họ Noctuidae.